# Séries de divisions de la Ligue américaine de baseball 2015
Les Séries de divisions de la Ligue américaine de baseball 2015 sont deux séries éliminatoires jouées dans la Ligue américaine de baseball, l'une des deux composantes des Ligues majeures de baseball. Ces deux séries sont jouées du jeudi 8 octobre au mercredi 14 octobre 2015.
Les Royals de Kansas City l'emportent trois matchs à deux sur les Astros de Houston et les Blue Jays de Toronto éliminent les Rangers du Texas trois matchs à deux pour accéder à la Série de championnat 2015 de la Ligue américaine.

## Équipes en présence
Les Séries de divisions se jouent au meilleur de cinq parties et mettent aux prises les champions des trois divisions (Est, Centrale et Ouest) de la Ligue américaine, ainsi qu'un des deux clubs qualifiés comme meilleurs deuxièmes.
Les participants qualifiés comme champions de divisions seront connus à l'issue de la saison 2015 de la Ligue majeure de baseball, dont la conclusion est prévue pour le 4 octobre, et le quatrième participant sera connu après la tenue du match de meilleur deuxième opposant deux clubs qualifiés sans avoir terminé au premier rang de leur division.
Dans chaque série, la première équipe à remporter 3 victoires accède au tour éliminatoire suivant. L'équipe ayant conservé la meilleure fiche victoires-défaites en saison régulière a l'avantage du terrain et reçoit son adversaire lors des deux premiers matchs de la série, ainsi que lors du 5e affrontement, s'il s'avère nécessaire.

## Astros de Houston vs Royals de Kansas City
Premiers de la Ligue américaine en 2015 avec 95 victoires contre 67 défaites, les Royals de Kansas City détiennent l'avantage du terrain pour toute la durée des séries éliminatoires. Champions en titre de l'Américaine et finalistes de la Série mondiale 2014, les Royals gagnent 6 parties de plus que la saison précédente et signent en 2015 leur meilleure saison depuis 1980. Avec 12 matchs gagnés de plus que leurs plus proches poursuivants, les Twins du Minnesota, les Royals décrochent facilement la première place de la division Centrale de la Ligue américaine pour un premier titre de section depuis 1985 et se qualifient en éliminatoires pour la deuxième année de suite.
Deux ans après avoir perdu 111 matchs, les Astros en gagnent 86 contre 76 défaites en 2015, une amélioration de 16 victoires sur l'année précédente, pour réussir leur première saison gagnante depuis 2008 et prendre le second rang de la division Ouest de la Ligue américaine, deux matchs derrière les Rangers du Texas. Ils frappent 230 coups de circuit en 2015, le second plus haut total du baseball majeur mais mènent aussi la Ligue américaine pour la 3e année de suite en étant 1 392 fois retirés sur des prises. Qualifiés pour la première fois depuis 2005 en séries éliminatoires, les Astros éliminent les Yankees de New York lors du match de meilleur deuxième de la Ligue américaine.
C'est la première fois que les Royals et les Astros sont opposés en éliminatoires. Durant la saison régulière 2015, les deux équipes se sont affrontées à six reprises, quatre matchs étant à l'avantage de Houston.

### Calendrier des rencontres
| Match | Date       | Visiteur              | Hôte                  | Score |
| ----- | ---------- | --------------------- | --------------------- | ----- |
| 1     | 8 octobre  | Astros de Houston     | Royals de Kansas City | 5 - 2 |
| 2     | 9 octobre  | Astros de Houston     | Royals de Kansas City | 4 - 5 |
| 3     | 11 octobre | Royals de Kansas City | Astros de Houston     | 2 - 4 |
| 4     | 12 octobre | Royals de Kansas City | Astros de Houston     | 9 - 6 |
| 5     | 14 octobre | Astros de Houston     | Royals de Kansas City | 2 - 7 |

### Match 1
Jeudi 8 octobre 2015 au Kauffman Stadium, Kansas City, Missouri.
| Astros de Houston | 2 | 1 | 0 | 0 | 1 | 0 | 0 | 1 | 0 | 5 | 11 | 0 |
| Royals de Kansas City | 0 | 1 | 0 | 1 | 0 | 0 | 0 | 0 | 0 | 2 | 6  | 0 |
| Lanceurs partants : HOU : Collin McHugh KC : Yordano Ventura Vic. : Collin McHugh (1-0) Déf. : Yordano Ventura (0-1) Sauv. : Luke Gregerson (1) HRs : HOU : George Springer (1), Colby Rasmus (1) KC : Kendrys Morales (1, 2) |   |   |   |   |   |   |   |   |   |   |    |   |

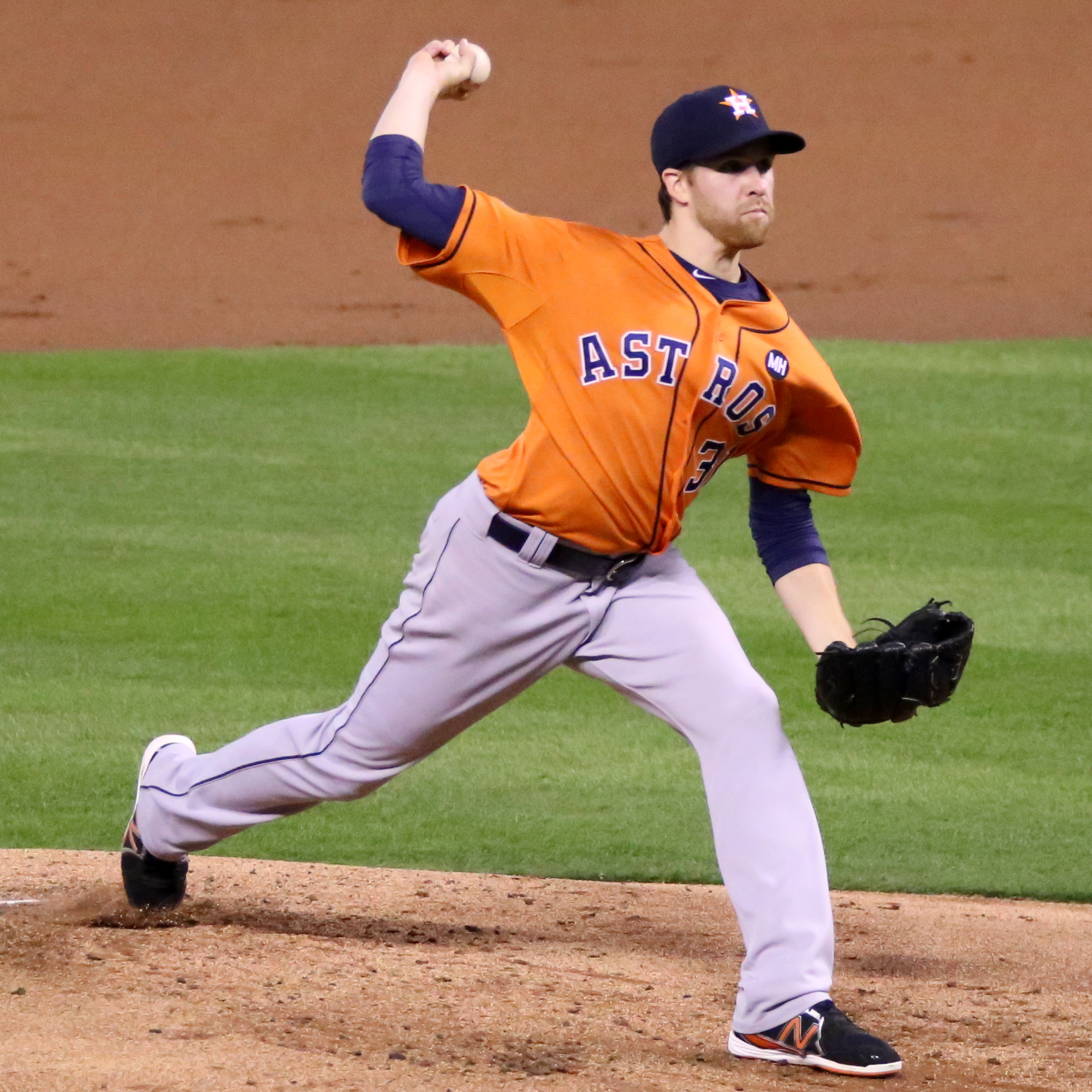
Collin McHugh lançant pour les Astros dans le premier match de la série le 8 octobre.

Les Astros se forgent une avance de 3-0 contre Yordano Ventura et mènent 3-1 après deux manches lorsqu'un violent orage interrompt le match pour 49 minutes. Au retour de la pause, les Royals ont remplacé leur lanceur partant Ventura par Chris Young. George Springer frappe un circuit contre Young en 5e manche et Colby Rasmus l'imite en 8e face à Ryan Madson dans la victoire de 5-2 de Houston. Le partant des Astros Collin McHugh, resté dans la rencontre après l'interruption, n'accorde que 4 coups sûrs en 6 manches lancées.

### Match 2
Vendredi 9 octobre 2015 au Kauffman Stadium, Kansas City, Missouri.
| Astros de Houston | 1 | 2 | 1 | 0 | 0 | 0 | 0 | 0 | 0 | 4 | 8  | 0 |
| Royals de Kansas City | 0 | 1 | 1 | 0 | 0 | 2 | 1 | 0 | X | 5 | 11 | 0 |
| Lanceurs partants : HOU : Scott Kazmir KC : Johnny Cueto Vic. : Kelvin Herrera (1-0) Déf. : Will Harris (0-1) Sauv. : Wade Davis (1) HRs : HOU : Colby Rasmus (2) KC : Salvador Pérez (1) |   |   |   |   |   |   |   |   |   |   |    |   |

Johnny Cueto en arrache au monticule pour Kansas City, accordant 4 points dans les trois premières manches et quittant après 6 manches avec son club tirant de l'arrière 4-2. Les Royals amorcent un ralliement en fin de 6e en chassant avec deux points le lanceur partant des Astros, Scott Kazmir. Le point égalisateur est marqué lorsque le releveur Josh Fields accorde un but-sur-balles avec les buts remplis. En fin de 7e, Ben Zobrist procure aux Royals une victoire de 5-4 lorsque son simple contre Will Harris fait marquer Alcides Escobar, au troisième but à la suite d'un triple. Une menace des Astros en 8e manche est tuée dans l'œuf lorsque Carlos Gómez, entré dans le match comme coureur suppléant, est retiré au premier but sur un vif relais au premier but du lanceur Wade Davis.
Dans la défaite des Astros, Colby Rasmus frappe un coup de circuit dans un 3e match éliminatoire de suite (incluant le match de meilleur deuxième face aux Yankees) et devient le premier joueur de l'histoire à réussir un coup sûr de plus d'un but dans chacun des 6 premiers matchs éliminatoires de sa carrière, séquence amorcée avec des doubles à l'automne 2009 avec Saint-Louis.

### Match 3
Dimanche 11 octobre 2015 au Minute Maid Park, Houston, Texas.
| Royals de Kansas City | 0 | 0 | 0 | 1 | 0 | 0 | 0 | 0 | 1 | 2 | 7 | 0 |
| Astros de Houston | 0 | 0 | 0 | 0 | 2 | 1 | 1 | 0 | X | 4 | 8 | 1 |
| Lanceurs partants : KC : Edinson Volquez HOU : Dallas Keuchel Vic. : Dallas Keuchel (1-0) Déf. : Edinson Volquez (0-1) Sauv. : Luke Gregerson (2) HRs : KC : Lorenzo Cain (1), Alex Gordon (1) HOU : Chris Carter (1) |   |   |   |   |   |   |   |   |   |   |   |   |

Pour les Astros, Chris Carter frappe un simple, un double et un circuit, et Dallas Keuchel demeure invaincu en 2015 à Houston lorsqu'il n'accorde qu'un point en 7 manches lancées.

### Match 4
Lundi 12 octobre 2015 au Minute Maid Park, Houston, Texas.
| Royals de Kansas City | 0 | 2 | 0 | 0 | 0 | 0 | 0 | 5 | 2 | 9 | 8 | 0 |
| Astros de Houston | 0 | 1 | 1 | 0 | 1 | 0 | 3 | 0 | 0 | 6 | 9 | 1 |
| Lanceurs partants : KC : Yordano Ventura HOU : Lance McCullers Vic. : Ryan Madson (1-0) Déf. : Tony Sipp (0-1) Sauv. : Wade Davis (2) HRs : KC : Salvador Pérez (2), Eric Hosmer (1) HOU : Carlos Gómez (1), Carlos Correa (1, 2), Colby Rasmus (3) |   |   |   |   |   |   |   |   |   |   |   |   |

Passés à 6 retraits de remporter le match et la série, les Astros s'apprêtent à célébrer l'élimination des Royals à Houston, forts d'une avance de 6-2 acquise après les circuits consécutifs en 7e manche de Carlos Correa, son second du match, et de Colby Rasmus, qui s'ajoutent à celui cogné plus tôt par Carlos Gómez. Mais les Royals amorcent une spectaculaire remontée contre les releveurs succédant à Lance McCullers, renvoyant la série à Kansas City. Contre Will Harris, Tony Sipp et Luke Gregerson, les Royals marquent 5 points dans une 8e manche qu'ils lancent avec 5 simples consécutifs, créant l'égalité à la suite d'une erreur commise à l'arrêt-court par Correa, puis prenant les devants 7-6 sur le retrait d'Alex Gordon sur un roulant. Contre un autre releveur, Josh Fields, Eric Hosmer assène le coup de grâce en début de 9e manche avec un circuit de deux points, et Kansas City l'emporte 9-6.
Ce n'est que la deuxième fois qu'un club rattrape un retard de 4 points ou plus à la huitième manche d'un match à élimination directe, pour ensuite l'emporter. La première équipe à avoir réalisé la chose avait été les Royals de 2014 lors du match de meilleur deuxième contre Oakland.

### Match 5
Mercredi 14 octobre 2015 au Kauffman Stadium, Kansas City, Missouri.
| Astros de Houston | 0 | 2 | 0 | 0 | 0 | 0 | 0 | 0 | 0 | 2 | 2 | 0 |
| Royals de Kansas City | 0 | 0 | 0 | 1 | 3 | 0 | 0 | 3 | X | 7 | 8 | 0 |
| Lanceurs partants : HOU : Collin McHugh KC : Johnny Cueto Vic. : Johnny Cueto (1-0) Déf. : Collin McHugh (1-1) HRs : HOU : Luis Valbuena (1) KC : Kendrys Morales (3) |   |   |   |   |   |   |   |   |   |   |   |   |

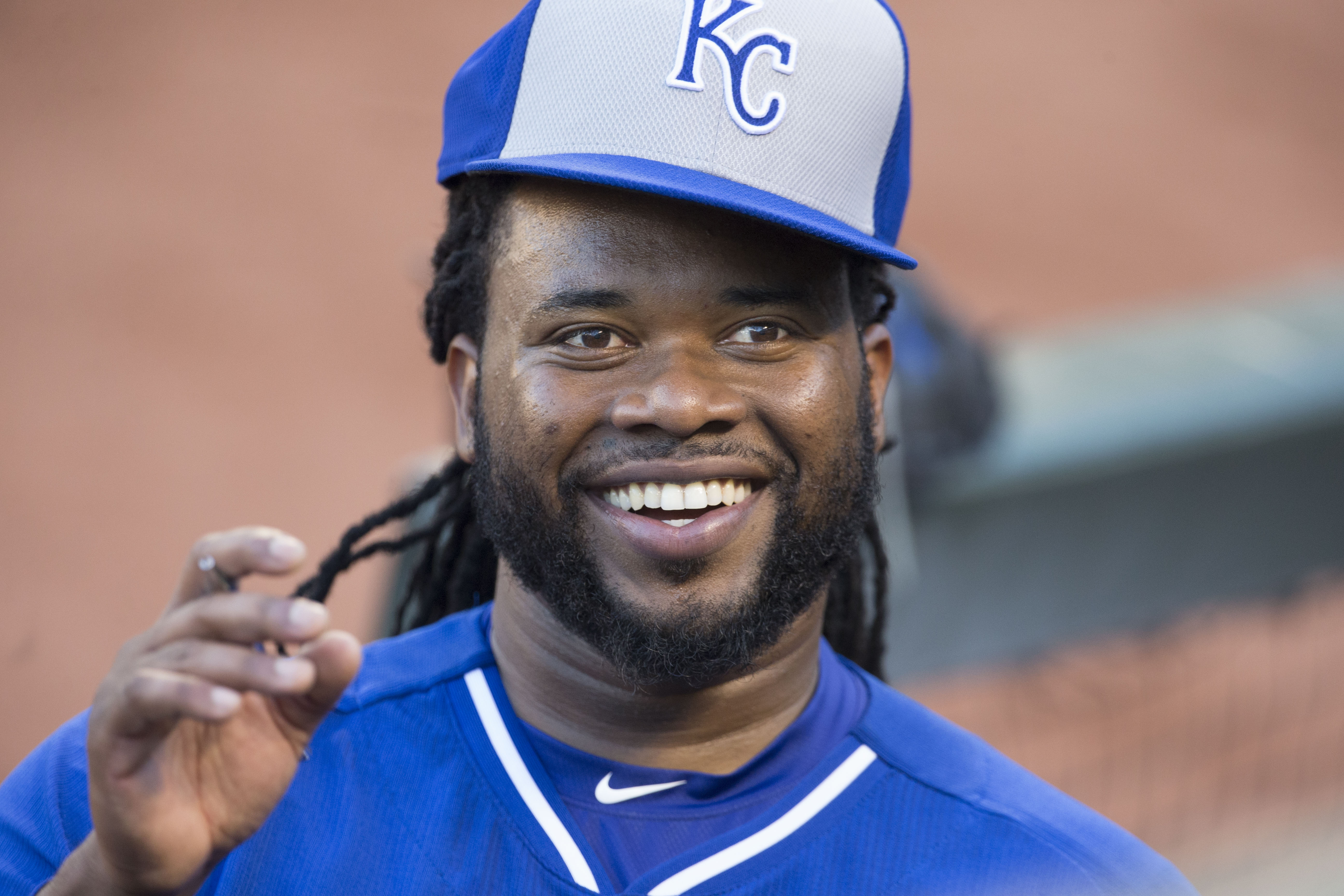
Johnny Cueto.

Décevant pour les Royals depuis son acquisition des Reds de Cincinnati à la fin juillet,,, (moyenne de points mérités de 4,76 en 13 départs de saison régulière et match difficile plus tôt dans la série contre Houston), le droitier Johnny Cueto connaît sa meilleure performance pour Kansas City. Après avoir laissé les Astros prennent les devants 2-0 sur le circuit de deux points de Luis Valbuena en deuxième manche, il retire les 19 frappeurs suivants, jusqu'à sa sortie après 8 manches. Magistral, Cueto n'accorde que deux coups sûrs et réussit 8 retraits sur des prises.
Kansas City revient une fois de plus de l'arrière pour l'emporter 7-2, prenant définitivement les devants en 5e manche lorsque Alex Ríos produit deux points avec un double aux dépens de Mike Fiers, lançant en relève, puis marque sur le ballon sacrifice de Ben Zobrist. Kendrys Morales met fin aux espoirs des Astros avec un circuit de 3 points, son 3e en 5 matchs, réussi en fin de 8e manche contre Dallas Keuchel, lançant lui aussi en relève.

## Rangers du Texas vs Blue Jays de Toronto
Avec une saison 2015 de 93 victoires et 69 défaites, les Blue Jays de Toronto gagnent 10 matchs de plus qu'en 2014, réalisent leur meilleure performance depuis 1993 et mettent fin à la plus longue séquence active des majeures (et du sport professionnel nord-américain) de saisons sans participation aux séries éliminatoires, auxquelles ils se qualifient pour la première fois depuis leur triomphe en Série mondiale 1993. Après l'acquisition avant la date limite des échanges du lanceur étoile David Price et de l'arrêt-court Troy Tulowitzki, les Blue Jays distancent les Yankees de New York et les devancent par 6 victoires pour leur premier titre de la division Est de la Ligue américaine en 22 ans. Toronto domine largement les majeures avec 891 points marqués. Menés par les 41 de Josh Donaldson, les 40 de José Bautista et les 39 d'Edwin Encarnación, ils sont également premiers des majeures avec un total de 232 coups de circuit.
Accuellis au printemps par une mauvaise nouvelle, celle de la perte pour la saison entière de leur lanceur étoile Yu Darvish, les Rangers du Texas surprennent, en 2015 en terminant premiers de la division Ouest de la Ligue américaine. Ils devancent les Astros de Houston au classement le 15 septembre et terminent la saison avec deux matchs de priorité sur eux. Avec 88 victoires et 74 défaites, Texas remporte 21 parties de plus qu'en 2014 et retourne en éliminatoires après une absence de deux ans. À l'instar des Blue Jays, les Rangers font l'acquisition en cours d'année d'un lanceur de premier plan, en l'occurrence Cole Hamels.
Les Blue Jays et les Rangers sont opposés pour la première fois en éliminatoires. Durant la saison régulière 2015, les deux équipes se sont affrontées à six reprises, quatre matchs étant à l'avantage de Toronto.

### Calendrier des rencontres
| Match | Date       | Visiteur             | Hôte                 | Score              |
| ----- | ---------- | -------------------- | -------------------- | ------------------ |
| 1     | 8 octobre  | Rangers du Texas     | Blue Jays de Toronto | 5 - 3              |
| 2     | 9 octobre  | Rangers du Texas     | Blue Jays de Toronto | 6 - 4 (14 manches) |
| 3     | 11 octobre | Blue Jays de Toronto | Rangers du Texas     | 5 - 1              |
| 4     | 12 octobre | Blue Jays de Toronto | Rangers du Texas     | 8 - 4              |
| 5     | 14 octobre | Rangers du Texas     | Blue Jays de Toronto | 3 - 6              |

### Match 1
Jeudi 8 octobre 2015 au Centre Rogers, Toronto, Ontario.
| Rangers du Texas | 0 | 0 | 2 | 0 | 2 | 0 | 1 | 0 | 0 | 5 | 5 | 0 |
| Blue Jays de Toronto | 0 | 0 | 0 | 1 | 1 | 1 | 0 | 0 | 0 | 3 | 6 | 1 |
| Lanceurs partants : TEX : Yovani Gallardo TOR : David Price Vic. : Yovani Gallardo (1-0) Déf. : David Price (0-1) Sauv. : Sam Dyson (1) HRs : TEX : Robinson Chirinos (1), Rougned Odor (1) TOR : José Bautista (1) |   |   |   |   |   |   |   |   |   |   |   |   |

Les frappeurs des Rangers donnent du fil à retordre au lanceur partant vedette des Blue Jays, David Price. Robinson Chirinos cogne un circuit de deux points pour Texas, et Rougned Odor un en solo. Odor marque 3 fois dans le match et est atteint deux fois par Price, qui accorde 5 points sur 5 coups sûrs et deux buts-sur-balles en 7 manches.
Trois joueurs étoiles ne terminent pas ce premier match : des maux de dos provoquent la sortie d'Adrián Beltré, des Rangers, après une glissade en tentant de briser un double jeu en première manche ; sur un jeu similaire, Josh Donaldson des Blue Jays se heurte la tête après une collision au deuxième but avec Rougned Odor et est envoyé à l'hôpital pour s'assurer qu'il n'a pas de commotion cérébrale ; enfin, José Bautista des Jays quitte en fin de rencontre, ressentant des crampes au ischio-jambiers.

### Match 2
Vendredi 9 octobre 2015 au Centre Rogers, Toronto, Ontario.
| Rangers du Texas | 2 | 1 | 0 | 0 | 0 | 0 | 0 | 1 | 0 | 0 | 0 | 0 | 0 | 2 | 6 | 11 | 1 |
| Blue Jays de Toronto | 1 | 2 | 0 | 0 | 1 | 0 | 0 | 0 | 0 | 0 | 0 | 0 | 0 | 0 | 4 | 8  | 1 |
| Lanceurs partants : TEX : Cole Hamels TOR : Marcus Stroman Vic. : Keone Kela (1-0) Déf. : LaTroy Hawkins (0-1) Sauv. : Ross Ohlendorf (1) HRs: TOR : Josh Donaldson (1) |   |   |   |   |   |   |   |   |   |   |   |   |   |   |   |    |   |

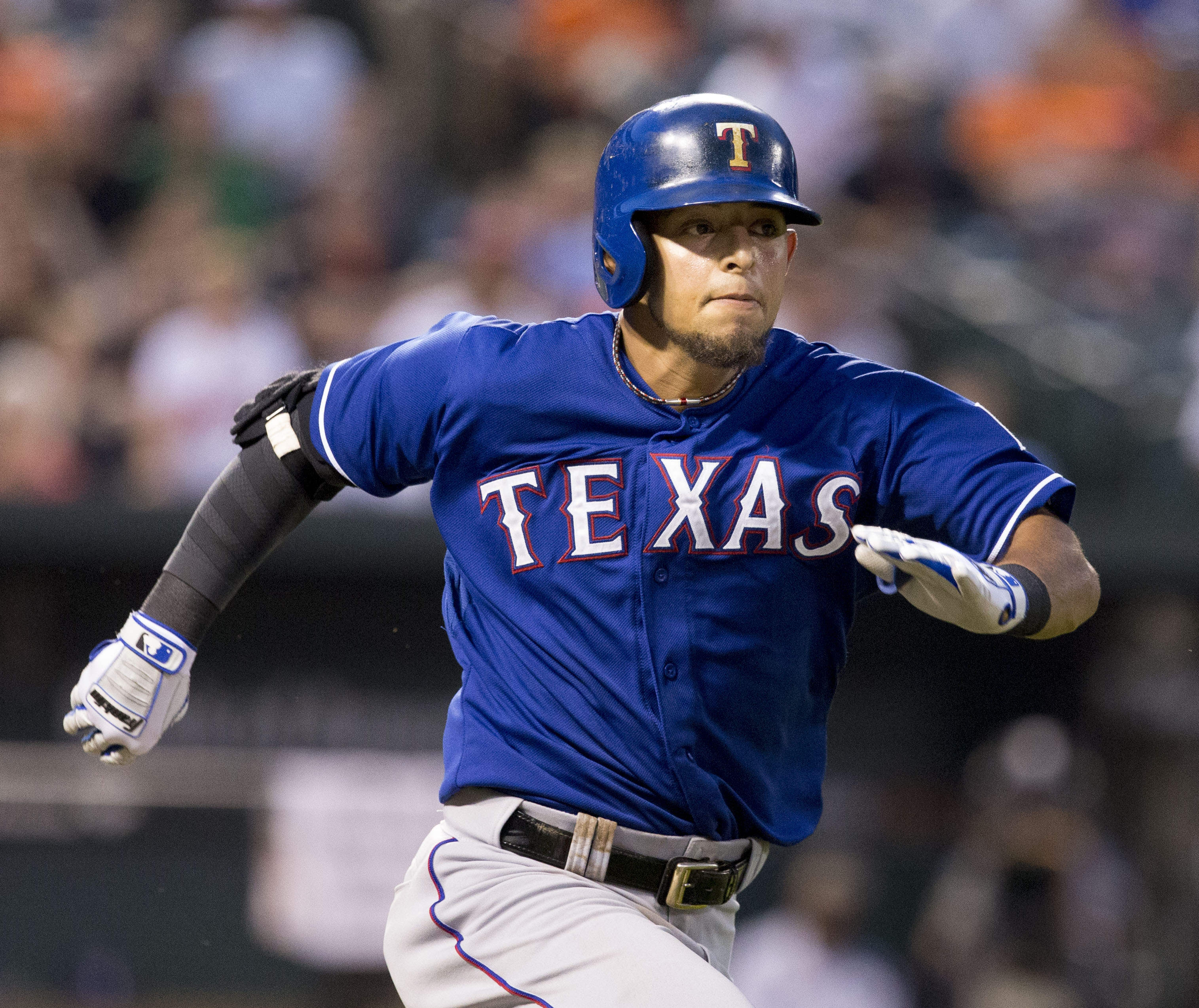
Rougned Odor.

Les Blue Jays se retrouvent au bord de l'élimination en perdant en 14 manches le plus long match éliminatoire de leur histoire, un but volé controversé aidant les Rangers dans leur ultime poussée de deux points.
Après un faux départ marqué par trois points des Rangers dans les deux premières manches, le partant des Blue Jays Marcus Stroman se ressaisit à son premier match éliminatoire en carrière, retirant 14 frappeurs adverses de suite et gardant son équipe dans le match. Toronto récupère rapidement les 3 points sur un circuit de Josh Donaldson en fin de première manche, puis en deuxième après qu'une erreur du joueur de troisième but des Rangers, Hanser Alberto, eut ouvert la porte à deux points des Jays. Un coup sûr de Ben Revere en 5e manche contre Cole Hamels donne aux Blue Jays leur première avance de la série, 4-3. Le coup sûr du vétéran Mike Napoli en 8e manche crée l'égalité pour Texas.
Les Rangers tranchent en 14e manche, Rougned Odor sonnant la charge après deux retraits. Il réussit le premier de 3 coups sûrs consécutifs des Rangers aux dépens du lanceur LaTroy Hawkins. Le point qui donne les devants aux Rangers est controversé : Rougned Odor est déclaré sauf après sa tentative de vol du deuxième, mais les Blue Jays exigent que le jeu soit révisé par arbitrage vidéo. La décision initiale de l'arbitre sur le terrain est maintenue, ce qui empêche la manche de se terminer sur ce jeu. Hanser Alberto rachète l'erreur commise en début de match avec un coup sûr bon pour un point, et celui de Delino DeShields contre Liam Hendriks, le 4e coup sûr de suite des Rangers, fait compter un dernier point.

### Match 3
Dimanche 11 octobre 2015 au Globe Life Park, Arlington, Texas.
| Blue Jays de Toronto | 0 | 0 | 1 | 1 | 0 | 3 | 0 | 0 | 0 | 5 | 9 | 1 |
| Rangers du Texas | 0 | 0 | 0 | 0 | 0 | 0 | 1 | 0 | 0 | 1 | 5 | 1 |
| Lanceurs partants : TOR : Marco Estrada TEX : Martín Pérez Vic. : Marco Estrada (1-0) Déf. : Martín Pérez (0-1) HRs : TOR : Troy Tulowitzki (1) |   |   |   |   |   |   |   |   |   |   |   |   |

Même s'ils sont victimes de quatre doubles jeux des Rangers, dont deux avec les buts remplis, les Blue Jays évitent l'élimination en l'emportant 5-1, grâce notamment au coup de circuit de 3 points de Troy Tulowitzki. Au monticule, le lanceur Marco Estrada laisse peu de chances aux Rangers. Il n'accorde qu'un point sur 5 coups sûrs en 6 manches et un tiers.

### Match 4
Lundi 12 octobre 2015 au Globe Life Park, Arlington, Texas.
| Blue Jays de Toronto | 3 | 1 | 3 | 0 | 0 | 0 | 1 | 0 | 0 | 8 | 12 | 0 |
| Rangers du Texas | 0 | 0 | 1 | 0 | 0 | 0 | 1 | 2 | 0 | 4 | 11 | 0 |
| Lanceurs partants : TOR : R. A. Dickey TEX : Derek Holland Vic. : David Price (1-1) Déf. : Derek Holland (0-1) HRs : TOR : Josh Donaldson (2), Chris Colabello (1), Kevin Pillar (1) |   |   |   |   |   |   |   |   |   |   |    |   |

Les Rangers confient la balle à Derek Holland qui, parmi les 106 lanceurs ayant affronté au moins 1 000 frappeurs depuis 2009, détient le 4e ratio le plus élevé de coups de circuit accordés aux droitiers. Or, l'alignement des Blue Jays est riche en frappeurs droitiers. Holland est attendu de pied ferme par l'offensive torontoise, qui le chasse de la rencontre en 3e manche avant qu'il n'ait pu enregistrer un seul retrait. Josh Donaldson et Chris Colabello frappent la longue balle aux dépens de Holland dès la manche initiale, avant que Kevin Pillar ajoute un circuit à la suivante. En avance 7-0 après 3 manches, les Jays forcent la présentation d'un match ultime à Toronto grâce à une victoire de 8-4.

### Match 5
Mercredi 14 octobre 2015 au Centre Rogers, Toronto, Ontario.
| Rangers du Texas | 1 | 0 | 1 | 0 | 0 | 0 | 1 | 0 | 0 | 3 | 8 | 3 |
| Blue Jays de Toronto | 0 | 0 | 1 | 0 | 0 | 1 | 4 | 0 | X | 6 | 7 | 1 |
| Lanceurs partants : TEX : Cole Hamels TOR : Marcus Stroman Vic. : Aaron Sanchez (1-0) Déf. : Cole Hamels (0-1) Sauv. : Roberto Osuna (1) HRs : TEX : Shin-Soo Choo (1) TOR : Edwin Encarnación (1), José Bautista (2) |   |   |   |   |   |   |   |   |   |   |   |   |